# Venezuela Open
Het Venezuela Open (ook Abierto de Venezuela) is het belangrijkste golftoernooi in Venezuela.
De eerste editie was in 1957 en werd gespeeld op de oudste golfclub van Venezuela, de Caracas Country Club, opgericht in 1918. Het werd gewonnen door Flory Van Donck. Daarna werd het toernooi op de Valle Arriba Golf Club gespeeld en het Caracas Open genoemd.
In 1965 won Al Besselink het toernooi in februari en november. Het prijzengeld was in februari $ 13.500, waarvan hij $ 2.000 kreeg. Op diezelfde februaridag won Sam Snead het PGA Senior's Championship, waarmee hij $ 3.500 verdiende.
Tussen 1974 en 1978 werd het toernooi niet gespeeld. Sinds 1979 wordt het op wisselende banen georganiseerd.
Tegenwoordig maakt het Venezuela Open deel uit van de Mackenzie Tour, de Development Series van de Zuid-Amerikaanse Tour. In 2014 werd de 31ste editie gespeeld. Het prijzengeld was $ 40.000.

## Winnaars
| Jaar         | Baan                                  | Winnaar             | Score         | Score         | Tweede plaats                          |               |
| Caracas Open | Caracas Open                          | Caracas Open        | Caracas Open  | Caracas Open  | Caracas Open                           | Caracas Open  |
| ------------ | ------------------------------------- | ------------------- | ------------- | ------------- | -------------------------------------- | ------------- |
| 1957 (feb.)  | Caracas Country Club (1910)           | Flory Van Donck     | 277           | −7            |                                        |               |
| 1957 (nov.)  | Valle Arriba Golf Club, Caracas       | Al Besselink        | 279           | -1            |                                        |               |
| 1958 - 1960  | niet gespeeld                         | niet gespeeld       | niet gespeeld | niet gespeeld | niet gespeeld                          | niet gespeeld |
| 1961         | Valle Arriba Golf Club                | Don Whitt           | 272           | -8            |                                        |               |
| 1962         | Valle Arriba Golf Club                | Al Geiberger        | 278           | -2            |                                        |               |
| 1963         | Valle Arriba Golf Club                | Art Wall jr.        | 275           | -5            |                                        |               |
| 1964         | Valle Arriba Golf Club                | George Knudson      | 277           | -3            |                                        |               |
| 1965 (Feb)   | Valle Arriba Golf Club                | Al Besselink        | 273           | -7            | Wes Ellis                              |               |
| 1965 (Nov)   | Valle Arriba Golf Club                | Al Besselink        | 275           | -5            |                                        |               |
| 1966         | Valle Arriba Golf Club                | Art Wall jr.        | 276           | -4            |                                        |               |
| 1967         | Valle Arriba Golf Club                | Rick Rhoads         | 276           | -4            |                                        |               |
| 1968         | Valle Arriba Golf Club                | Bert Weaver         | 269           | -11           |                                        |               |
| 1969         | Valle Arriba Golf Club                | Peter Townsend      | 276           | -4            |                                        |               |
| 1970         | niet gespeeld                         | niet gespeeld       | niet gespeeld | niet gespeeld | niet gespeeld                          |               |
| 1971         | Valle Arriba Golf Club                | David Graham        | 272           | -8            |                                        |               |
| 1972         | Valle Arriba Golf Club                | Roberto De Vicenzo  | 263           | -17           |                                        |               |
| 1973         | Valle Arriba Golf Club                | Roberto De Vicenzo  | 272           | -8            | Vicente Fernández                      |               |
| 1974 - 1978  | niet gespeeld                         | niet gespeeld       | niet gespeeld | niet gespeeld | niet gespeeld                          |               |
| 1979         | Lagunita Country Club (1964), Caracas | Tony Jacklin        | 276           | -4            |                                        |               |
| 1980         | niet gespeeld                         | niet gespeeld       | niet gespeeld | niet gespeeld | niet gespeeld                          |               |
| 1981         | Valle Arriba Golf Club                | Jack Ferencz        | 267           | -13           |                                        |               |
| 1982         | Lagunita Country Club                 | Ronan Rafferty      | 272           | -8            |                                        |               |
| 1983 - 1984  | niet gespeeld                         | niet gespeeld       | niet gespeeld | niet gespeeld | niet gespeeld                          |               |
| 1985         | Valle Arriba Golf Club                | Ramón Muñoz         | 269           | -11           |                                        |               |
| 1986 - 1997  | niet gespeeld                         | niet gespeeld       | niet gespeeld | niet gespeeld | niet gespeeld                          |               |
| 1998         | Lagunita Country Club                 | Gustavo Mendoza     | 268           | -12           |                                        |               |
| 1999         | Izcaragua Country Club, Guarenas      | Ángel Romero        | 279           | -1            |                                        |               |
| 2000         | Barquisimeto Golf Club, Barquisimeto  | Rigoberto Velásquez | 283           | -1            | Jon Levitt                             |               |
| 2001         | Lagunita Country Club                 | Rafael Alarcón      | 268           | -12           |                                        |               |
| 2002         | Lagunita Country Club                 | Jesús Amaya         | 266           | -14           | Raúl Amaya                             |               |
| 2003         | niet gespeeld                         | niet gespeeld       | niet gespeeld | niet gespeeld | niet gespeeld                          |               |
| 2004         | Valle Arriba Golf Club                | Miguel Martínez     | 265           | -15           | Wilfredo Morales                       |               |
| 2005         | Lagunita Country Club                 | Miguel Rodríguez    | 269           | -11           | Jesús Amaya                            |               |
| 2006         | Valle Arriba Golf Club                | Fabián Gómez        | 265           | -15           | Miguel Guzmán                          |               |
| 2007         | Valle Arriba Golf Club                | Jesús Amaya         | 268           | -12           | Sebastián Saavedra en Fabián Gómez     |               |
| 2008         | Lagunita Country Club                 | Ángel Romero        | 273           | -7            | Diego Vanegas                          |               |
| 2009         | Lagunita Country Club                 | Daniel Barbetti     | 270           | -10           | Raúl Fretes en Raúl Amaya              |               |
| 2010 - 2013  | niet gespeeld                         | niet gespeeld       | niet gespeeld | niet gespeeld | niet gespeeld                          |               |
| 2014         | Lagunita Country Club                 | Diego Larrazábal    | 207           | -3            | Dennis Meneghini, Gustavo Morantes (a) |               |
| 2015         | Lagunita Country Club                 | Rafael Guerrero     | 277           | -3            | Alejandro Perazzo                      |               |
| 2016         | Valle Arriba                          | Denis Meneghini     | 278           | -2            | Otto Solís                             |               |
| 2017         | niet gespeeld                         | niet gespeeld       | niet gespeeld | niet gespeeld | niet gespeeld                          |               |
| 2018         | Caracas                               | George Trujillo     | 279           | -5            | Miguel Martínez                        |               |
| 2019         | Caracas                               | George Trujillo (2) | 270           | -14           | Manuel Torres                          |               |
| 2020         | niet gespeeld                         | niet gespeeld       | niet gespeeld | niet gespeeld | niet gespeeld                          |               |
| 2021         | Caracas                               | Iván Camilo Ramírez | 266           | -18           | Manuel Torres                          |               |
| 2022         | Guataparo                             | Virgilio Paz        | 267           | -13           | Alfredo Adrián                         |               |
| 2023         | Guataparo                             | Julián Etulain      | 272           | -8            | Toto Gana, Santiago Quintero           |               |
| 2024         | Valle Arriba                          | Iván Camilo Ramírez | 271           | -9            | Manuel Torres                          |               |

In 2006 verklaarde Juan Barreto, de burgemeester van Caracas, dat hij overwoog grond te onteigenen van de Caracas Country Club en de Valle Arriba Golf Club om huizen voor de arme bevolking te bouwen.